# Mescalito
Mescalito o Mezcalitos,  es una localidad de la municipalidad de Petoa en el departamento de Santa Bárbara, en Honduras.

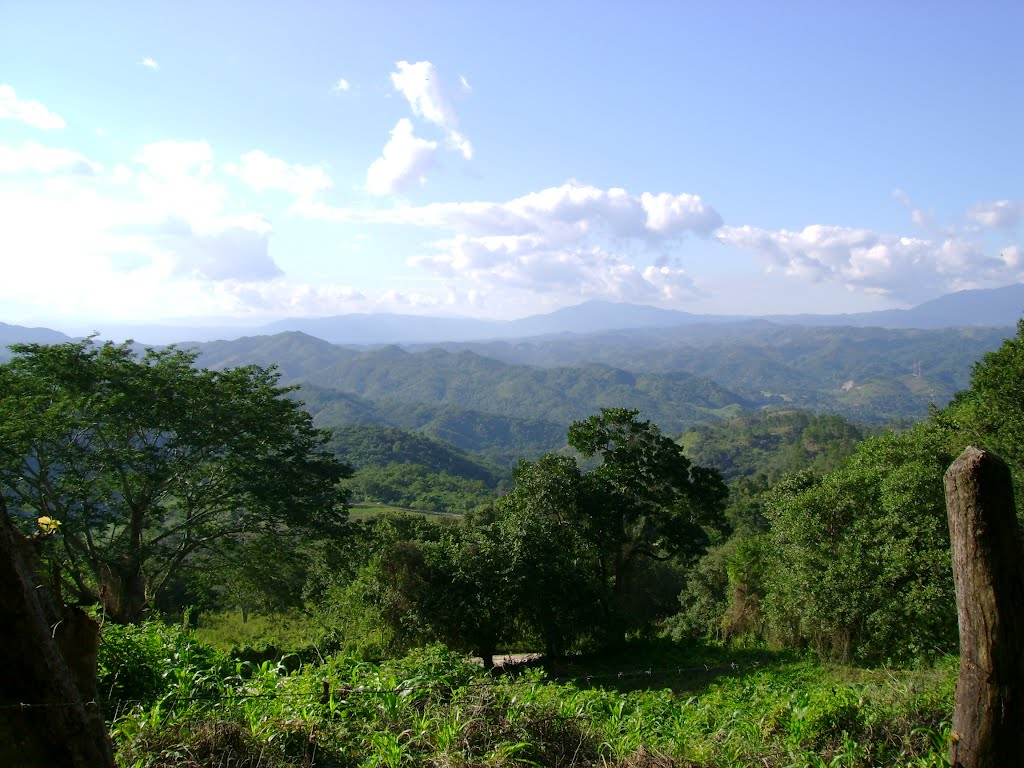
Vista panorámica desde Mescalitos

## Contexto geográfico
Se trata de un pintoresco pueblo situado sobre una montaña al occidente de Honduras, antes llamado (San Ramón), recibe su nombre de la planta de mescal, que sirve para fabricar lazos, sombreros y otros artículos de carácter artesanal.
Su clima fresco/lluvioso y su riachuelo además de su amable gente, lo convierten en un paraje agradable como destino de exploración y montaña.

## Economía local
Sus habitantes viven de la ganadería y la agricultura, siendo estas las actividades más importantes en el pueblo.
Entre los productos disponibles se puede encontrar: café, maíz, frijoles.
Lácteos: Quesos frescos, mantequilla crema y leche.
Carnes: Gallina Criolla, Chivo, entre otros

## Servicios comunitarios
Rodeado por otras montañas cubiertas de pino, este pueblo-aldea cuenta con servicio de agua potable proveniente de las montañas, y luz eléctrica (instalada hace apenas unos años, debido a su difícil ubicación geográfica).
Cuenta con servicio de transporte que viaja de San Pedro Sula a Mescalito y viceversa (mayor inf. Central Metropolitana de Buses).
También posee centros de distribución de abarrotes traídos de las ciudades del Valle de Sula (San Pedro Sula), una hermosa capilla pequeña, Centro Comunal y una cancha de fútbol.

### Educación

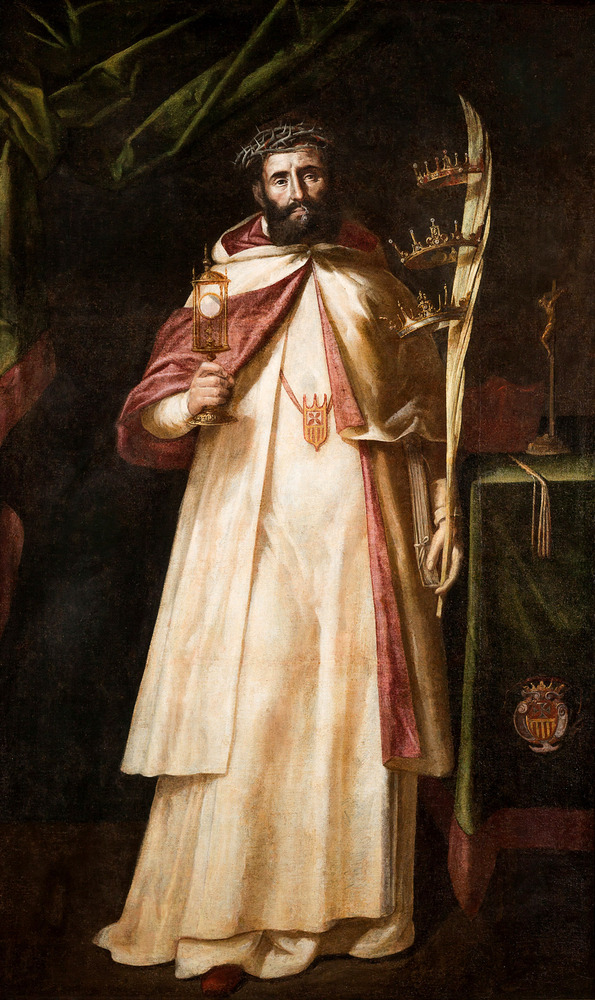
San Ramon Nonato Patrono de Mescalitos

Cuenta con una Escuela de Educación Primaria Oficial del Gobierno (Escuela Mixta Representación Centeno)

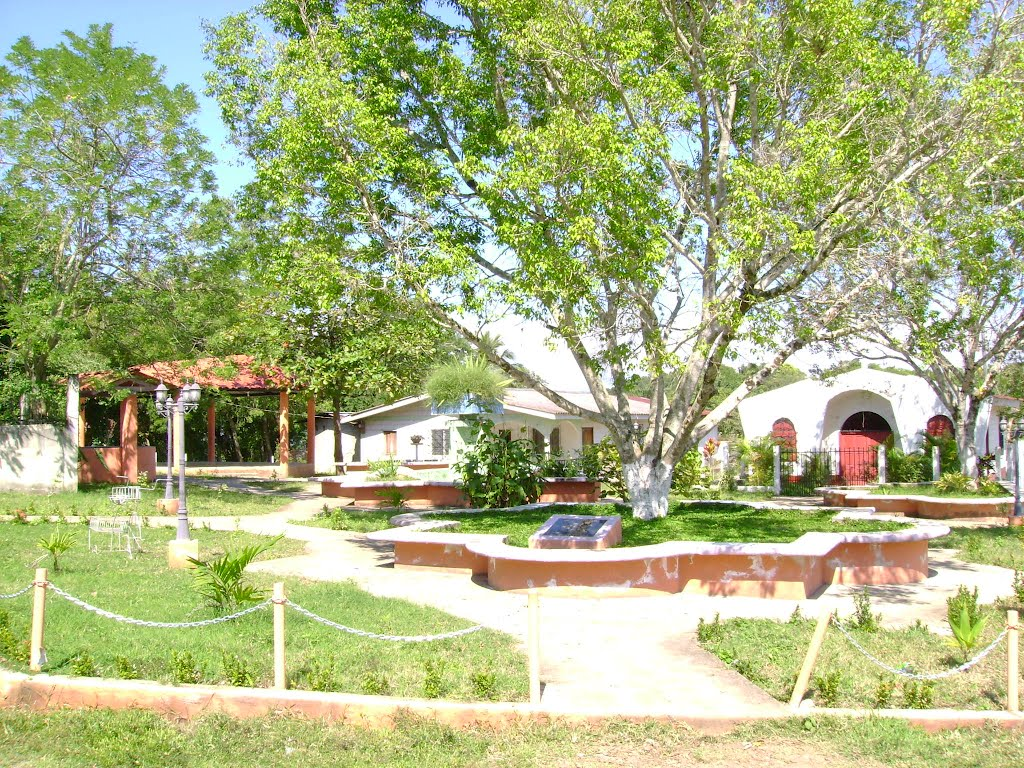
Parque Central "Candido Aguiluz Madrid"

## Crecimiento Urbano
En el 2009 la familia Aguiluz - Fajardo junto con la Municipalidad de Petoa, donaron al pueblo la construcción del parque diseñado por el arquitecto Raul Aguiluz e hijo (mismo nombre y prefesión), obra que aportará un hermoso lugar de esparcimiento familiar. Este parque llevara el nombre del Sr. Candido Aguiluz Madrid en honor al Padre de los hermanos Aguiluz - Fajardo y antiguo líder del pueblo.

## Límites
Al Oeste con la Ceibita, al sur con Quebraditas, al este y norte con el Valle de Naco

## Familias
Algunos de sus habitantes, vendieron sus tierras y se trasladaron a vivir a la ciudad de San Pedro Sula, en busca de un mejor nivel y oportunidades de vida. De las familias más conocidas se encuentran: Rivera, Fajardo, Aguiluz, Pineda, Rapalo, Madrid.

## Feria
Este pueblo celebra su feria patronal el 31 de agosto en honor al patrono San Ramón Nonato, fallecido esa misma fecha en 1240 d. C. en Cardona, Barcelona, España. En el ambiente de fiesta, se realizan bailes en el centro comunal, venta de comidas típicas y juegos.